# Nurman Avia
Nurman Avia war eine indonesische Fluggesellschaft mit Sitz in Jakarta. Sie betrieb Passagier- und Frachtflüge vom Soekarno-Hatta International Airport, Jakarta.

## Geschichte
Die Fluggesellschaft wurde 1997 als Schwestergesellschaft von HeavyLift Indonesia gegründet und betrieb Charterflüge im Auftrag von Bouraq Indonesia Airlines und Sempati Air. Im Jahr 2007 wurde die Gesellschaft aufgelöst.

## Flotte
- 2 Fokker F28 Mk4000